# Tierney Creek
Tierney Creek är ett vattendrag i Antarktis. Det ligger i Östantarktis. Australien gör anspråk på området. Tierney Creek ligger vid sjön Mossel Lake.